# Brachinus puberulus
Brachinus puberulus är en skalbaggsart som beskrevs av Maximilien de Chaudoir. Brachinus puberulus ingår i släktet Brachinus och familjen jordlöpare. Inga underarter finns listade i Catalogue of Life.